# Algoa (Texas)
Algoa est un secteur non constitué en municipalité dans le comté de Galveston, Texas, États-Unis. Sa population est de 125 habitants au recensement de 2000.